# 瑪麗艾·海勒
瑪麗艾·斯泰爾斯·海勒（英語：Marielle Heller，1979年10月1日—），美國女導演、編劇和演員。她較著名的作品為自編自導的電影《女孩愛愛日記》（2015年）。

## 早期生活
海勒出生於加利福尼亞州馬林縣。她曾在加利福尼亞大學洛杉磯分校及英國倫敦的皇家戲劇藝術學院學習戲劇。此外，她還獲得了琳恩·奧爾巴赫（Lynn Auerbach）編劇獎學金與馬里蘭影展獎學金。

## 個人生活
海勒與同為演員及導演的喬馬·塔昆於2007年結婚。兩人的兒子威利·雷德·海勒·塔昆（Wylie Red Heller Taccone）出生於2014年12月。

## 作品列表
| 年份 | 標題                                | 職位       | 附註                                 |
| ---- | ----------------------------------- | ---------- | ------------------------------------ |
| 2001 | 《White Power》                     | 演員       | 電視短片                             |
| 2002 | 《政界小人物》                      | 演員       | 電視劇；角色：「Carrie」             |
| 2004 | 《The Liberation of Everyday Life》 | 演員       | 短片；角色：「Flora」                |
| 2005 | 《Awesometown》                     | 演員       | 電視短片；角色：「Waitress」         |
| 2008 | 《All-For-Nots》                    | 演員       | 電視劇；角色：「Heather」            |
| 2009 | 《Single Dads》                     | 演員       | 電視劇；角色：「Jill」               |
| 2010 | 《百戰天龍馬蓋鮮》                  | 演員       | 角色：「Clocky」                     |
| 2013 | 《Paper Anchor》                    | 演員       | 角色：「Caroline」                   |
| 2014 | 《鐵血神探》                        | 演員       | 角色：「Marie Gotteskind」           |
| 2015 | 《女孩愛愛日記》                    | 導演，編劇 |                                      |
| 2015 | 《透明家庭》                        | 導演       | 電視劇                               |
| 2018 | 《你能原諒我嗎？》                  | 導演       |                                      |
| 2019 | 《知音時間》                        | 導演       |                                      |
| 2020 | 《翼棄兵》                          | 演員       | 迷你劇；角色：「Alma Wheatley」      |
| 2021 | 《百戰天蟲》                        | 演員       | 電視劇；角色：「MacGruber's mother」 |
| 2024 | 《夜母》                            | 導演，編劇 |                                      |

## 外部連結
- 瑪麗艾·海勒在互联网电影资料库（IMDb）上的資料（英文）